# TV Perú
TV Perú est une chaîne de télévision publique péruvienne, dépendant directement de l'Institut national de radio et de télévision (IRTP). 
Plus ancienne chaîne du pays, elle voit le jour en 1958 grâce à l'aide de l'Unesco. Elle porte successivement le nom de OAD-TV (1958-1969), de Televisión del Estado (1969-1974), de ENRAD Perú Canal 7 (1974-1980), de Radio Televisión Peruana (1980-1985), de TV Perú - Televisión Peruana (1985-1989), de RTP Radio Televisión Peruana (1989-1996), et de Televisión Nacional del Perú (1996-2006). Diffusée par voie hertzienne dans tout le pays, elle est également reprise en HD sur la télévision numérique terrestre depuis 2010. 
Chaîne de format généraliste, elle reprend sur son antenne des informations, des débats, des documentaires, des émissions folkloriques, du sport et des films. Depuis 2009, à l'instar de nombre de chaînes publiques de par le monde, TV Perú ne diffuse plus aucune page de publicité.

## Histoire
En janvier 1957, l'Unesco accorde une aide financière au Ministère de l'éducation péruvien pour lui permettre d'installer une chaîne de télévision expérimentale. Installés dans le 22e étage du bâtiment du Ministère, les studios de l'antenne transmettent les premiers essais de diffusion en été de cette année.
L'aide de l'Unesco permet au gouvernement péruvien de lancer la première chaîne de télévision du pays le 17 janvier 1958. Baptisée OAD-TV, elle n'émet à ses débuts que trois fois par semaine, uniquement à Lima, sur le canal 7. À cette époque, les émissions sont produites dans un simple local de l'Escuela electrónica del ministerio de educación pública. La diffusion de la chaîne est interrompue de 1959 à 1962, officiellement pour cause de réorganisation. Ce n'est donc qu'à partir de 1962 que la chaîne prend véritablement son essor, avec des émissions régulières du lundi au samedi à raison de trois heures par jour. La chaîne est alors un média à dominante culturelle. Cette orientation reste de mise tout au long des années 1960. En liaison avec le l'Instituto nacional de teleducación (Institut national de téléducation), des cours télédiffusés sont programmés à l'antenne sous le nom de« Telescuela del 7 ». L'objectif de la chaîne est essentiellement de faire sortir le pays du sous-développement en misant sur l'éducation. À la fin des années 1960, OAD-TV devient Televisión del Estado (Télévision de l'État) et passe sous la tutelle de l'Oficina nacional de información (Office national de l'information), organe dépendant directement de la présidence de la république. 
Au cours des années 1970, en pleine dictature militaire, la télévision nationale péruvienne maintient sa ligne directrice basée sur la culture et l'éducation. De nombreux programmes sont réalisés à cette fin, comme Titeretambo, La casa de cartón, Pasito a paso et Chiquilines. Après la constitution du Sistema nacional de información (SINADI) en 1973, une nouvelle compagnie voit le jour : l'Empresa nacional de radiodifusión del Perú (Entreprise nationale de radiodiffusion du Pérou), chargée de gérer la Televisión del Estado, la Radio nacional del Perú et les anciennes stations de la famille Cavero, expropriées par le gouvernement. C'est un tournant pour la chaîne, qui change progressivement d'orientation, passant à une programmation plus généraliste afin de concurrencer Telecentro (entreprise appartenant pour partie à l'état). Cette époque voit la mise à l'antenne du programme humoristique Estrafalario (1976-1979), qui va révéler plusieurs talents, du programme musical Una noche con lo nuestro, des émissions de variétés telles que El especial de los miércoles ou du programme 300 millones (repris de Televisión Española). La télévision publique est en tête des audiences, loin devant Canal 4 et Canal 5. 
Les premières émissions en couleur sont réalisées à partir de 1974, époque où l'INTE réalise de brèves transmissions expérimentales, utilisant alternativement les systèmes Pal et Secam. En 1976, c'est finalement le standard américain NTSC qui est choisi. Le 17 janvier 1978, ENRAD Perú Canal 7 — le nouveau nom de la chaîne depuis 1974 — devient la première chaîne du pays à abandonner le noir et blanc, même si certains programmes (comme Estrafalario) ne passent à la couleur qu'en 1979. 
Avec le retour de la démocratie en 1980, la télévision péruvienne change radicalement, du fait de la concurrence de nouvelles chaînes privées. Le Sistema nacional de información devient Sistema nacional de comunicación social et ENRAD Perú est transformée en une société anonyme sous le nom de Empresa nacional de cine, radio y televisión perúana S.A. (Entreprise nationale de cinéma, radio et télévision péruvienne S.A.). La chaîne prend le nom de Radio Televisión Peruana - Canal 7. Dans plusieurs quartiers de la capitale, la télévision publique est diffusée simultanément sur le canal 9 jusqu'en 1983, date à laquelle le canal est attribué à ATV. Au début des années 1980, RTP diffuse des émissions de variétés, des dessins animés, des séries et des films; en dépit d'une programmation plus « offensive », elle perd son leadership au profit des différentes chaînes privées.
La chaîne commence ses transmissions par satellite dans tous le pays à partir de 1982, ce qui lui permet d'alimenter un réseau étendu de 183 réémetteurs en 1986.
Le Sistema nacional de comunicación social/Empresa nacional de cine, radio y televisión perúana S.A. sont abandonnés par le gouvernement d'Alberto Fujimori en 1991. En 1996, la chaîne passe de nouveau sous la tutelle du Ministère de l'éducation via un Institut de radio et de télévision du Pérou nouvellement créé. En 2003, cet institut passe sous la tutelle du Secteur présidentiel du Conseil des ministres. La télévision publique prend le nom de TV Perú en 2006.
Le 30 mars 2010, TV Perú HD (haute définition) passe sur la télévision numérique terrestre (standard ISDB-Tb) sur le canal 16.

### Sources et références
1. 1 2  (es) Telenovelas Perú TV, Incio de la Ficción nacional, www.telenovelasperu.tv (consulté le 15 août 2020)

- (es) Cet article est partiellement ou en totalité issu de l’article de Wikipédia en espagnol intitulé « TV Perú » (voir la liste des auteurs).